# Koolbladkapiteel

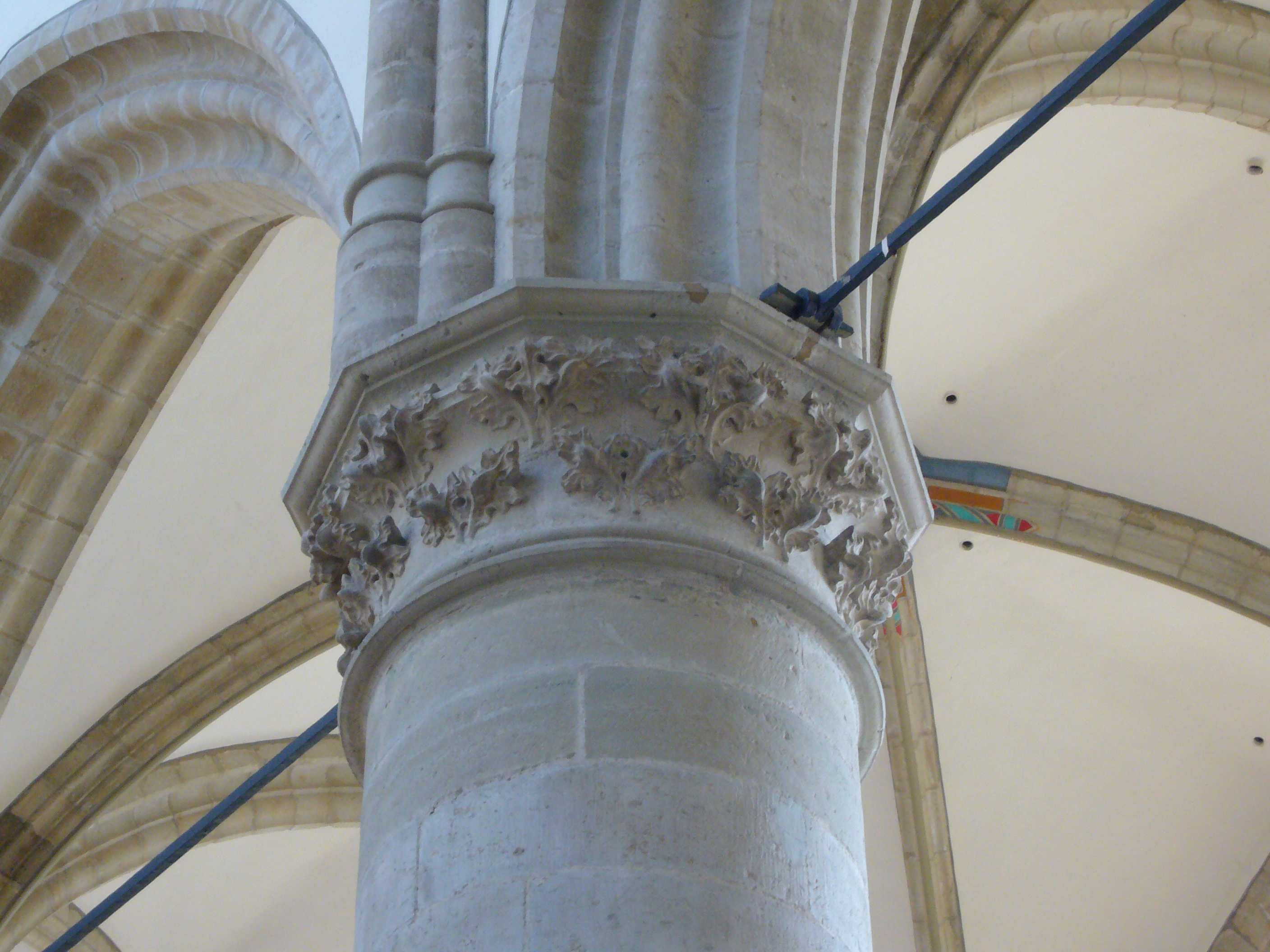
Koolbladkapiteel aan een ronde schippijler in de Grote Kerk van Dordrecht

Een koolbladkapiteel is een type bladwerkkapiteel, een kapiteel dus dat versierd is met abstracte bladvormen, waarbij naar verluidt het koolblad als motief is genomen. Dit is echter vaak zodanig geabstraheerd dat een dergelijk blad er nauwelijks meer in te herkennen is. Slechts de krullende vormen van de 'bladeren' zijn in sommige gevallen goed te onderscheiden. Het gemeenschappelijke kenmerk van de koolbladkapitelen is dat de uitspringende bladmotieven zich in verspringende rijen boven elkaar bevinden.
In de Kempense gotiek werden koolbladkapitelen veelvuldig toegepast, maar ook in andere varianten van de gotische stijl zijn zij regelmatig te vinden.